# The Edge of Night
The Edge of Night – amerykański serial telewizyjny emitowany od 2 kwietnia 1956 do 28 grudnia 1984 r.

## Krótki opis
Początkowo nadawany na kanale CBS (1956–1975), z czasem został przeniesiony na antenę stacji ABC (1975–1984). Doczekał się łącznie 7420 odcinków. Jego twórcą był Irving Vendig (zm. 1995). Serial zadebiutował dokładnie tego samego dnia, miesiąca i roku, co inna amerykańska opera mydlana – As the World Turns.

## Obsada
- Ann Flood – Nancy Karr (3563 odcinki)
- Forrest Compton – Mike Karr (3522)
- Donald May – Adam Drake (2831)
- Joel Crothers – dr Miles Cavanaugh (855)
- Sharon Gabet – Raven Whitney/Raven Swift/Raven Alexander Jameson (834)
- Irving Allen Lee – Calvin Stoner (734)
- Wade Nichols – Derek Mallory (693)
- Lois Kibbee – Geraldine Saxon/Geraldine Whitney (680)
- Larkin Malloy – Schuyler Whitney (668)
- Ernie Pysher – Cliff Nelson (542)
- Lori Loughlin – Jody Travis #1 (538)
- David Froman – Gunther Wagner (432)
- Mark Arnold – Gavin Wylie (427)
- Mariann Aalda – Didi Bannister Stoner (393)
- Charles Grant – Grant Chambers (364)
- Lela Ivey – Mitzi Martin (350)
- Lisa Sloan – Nicole Cavanaugh #3 (336)
- Terry Davis – April Cavanaugh Scott (317)
- Tony Craig – Draper Scott (286)
- Christopher Jarrett – Damian Tyler (276)
- Leah Ayres – Valerie Bryson (270)
- Jennifer Taylor – Chris Egan (250)
- Frances Fisher – Deborah Saxon (239)
- Joe Lambie – Logan Swift (228)
- Richard Borg – Spencer Varney (226)
- Allen Fawcett – Kelly McGrath (223)
- Jayne Bentzen – Nicole Cavanaugh #2 (216)
- Catherine Hyland – Nora Fulton (194)
- Meg Myles – Sid Brennen (186)
- Lee Godart – Eliot Dorn (185)
- Sandy Faison – dr Beth Corell (185)
- David Allen Brooks – Jim Dedrickson (175)
- Karrie Emerson – Jody Travis #2 (168)
- Margo McKenna – Emily Gault (145)
- Pamela Shoemaker – Shelley Franklyn (141)
- Denny Albee – Steve Guthrie (136)
- Chris Weatherhead – Alicia Van Dine (136)
- Michael Conforti – Jeremy Rhodes (131)
- Robert Gerringer – Del Emerson/Del Emeron (131)
- Alan Coates – Ian Devereaux (120)
- Kim Hunter – Nola Madison (113)[1]
- Raymond Serra – Eddie Lorimer (105)
- Karen Needle – Poppy Johnson (100)
- Laurinda Barrett – Molly Sherwood/dr Allison Perry (98)
- John Larkin – Mike Karr (94)
- Jason Zimbler – Jamey Swift (93)
- Ann Williams – Margo Huntington (91)
- Bruce Gray – Owen Madison (89)
- Mandel Kramer – Bill Marceau, komendant policji (83)
- Sonia Petrovna – Martine Duval (83)
- Norman Parker – David Cameron (83)
- Mary Layne – Camilla Devereaux (82)
- Pat Stanley – Mrs. Goodman (81)
- Marcia Cross – Liz Corell (74)
- John Rensenhouse – Hector Wilson (73)
- Bob Hastings – Barney
- Frank Gorshin – Smiley Wilson
- Betty Sue Albert – Bebe Spode
- Wesley Addy – dr Hugh Campbell
- Willie Aames – Robbie Hamlin